# Лебёдкино (Свердловская область)
Лебёдкино — село в Свердловской области России. Входит в Артёмовский муниципальный округ.

## География
Село располагается на правом берегу реки Бобровки, в 35 километрах на северо-восток от города Артёмовского.

### Часовой пояс
Лебёдкино, как и вся Свердловская область, находится в часовой зоне МСК+2. Смещение применяемого времени относительно UTC составляет +5:00.

## История
Первое упоминание о селе в архивных документах датировано 1680 годом. На карте 1734 года село отмечено как деревня Лебедева. В начале XVIII века деревня Лебёдкино состояла из 9 дворохозяйств, в шести из которых проживали представители династии, давшей имя поселению — Лебёдкины. Среди них жил внук крестьянина Невьянской слободы Федота Денисова, одного из трёх братьев, живших в этой местности ещё с 1666 года.
В XIX веке Лебёдкино входило в Антоновскую волость. В 1926 году насчитывало 273 двора с 1389 жителями. В 1924 году был образован сельский совет. В результате последующих реорганизаций в его состав включаются села Бичур и Антоново с прилегающими мелкими поселениями.

## Население
| 2002 | 2010 | 2021 |
| ---- | ---- | ---- |
| 659  | ↗675 | ↘500 |

## Инфраструктура
В селе располагаются шесть улиц (Гагарина, Заречная, Ленина, Октябрьская, Советская, Студенческая) и три переулка (Ленина, Советский, Студенческий).